# Dorfkirche Schweinrich

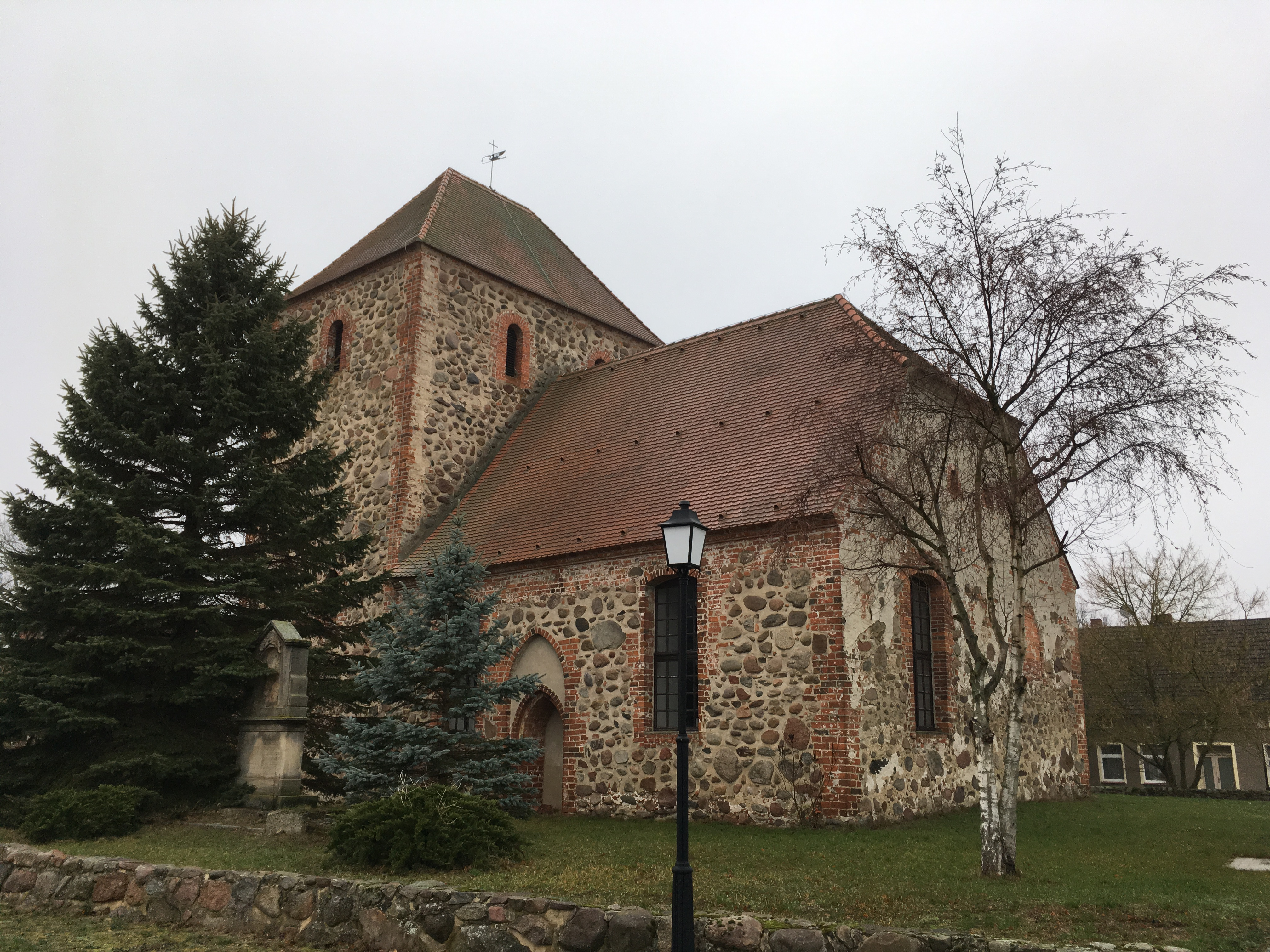
Dorfkirche Schweinrich

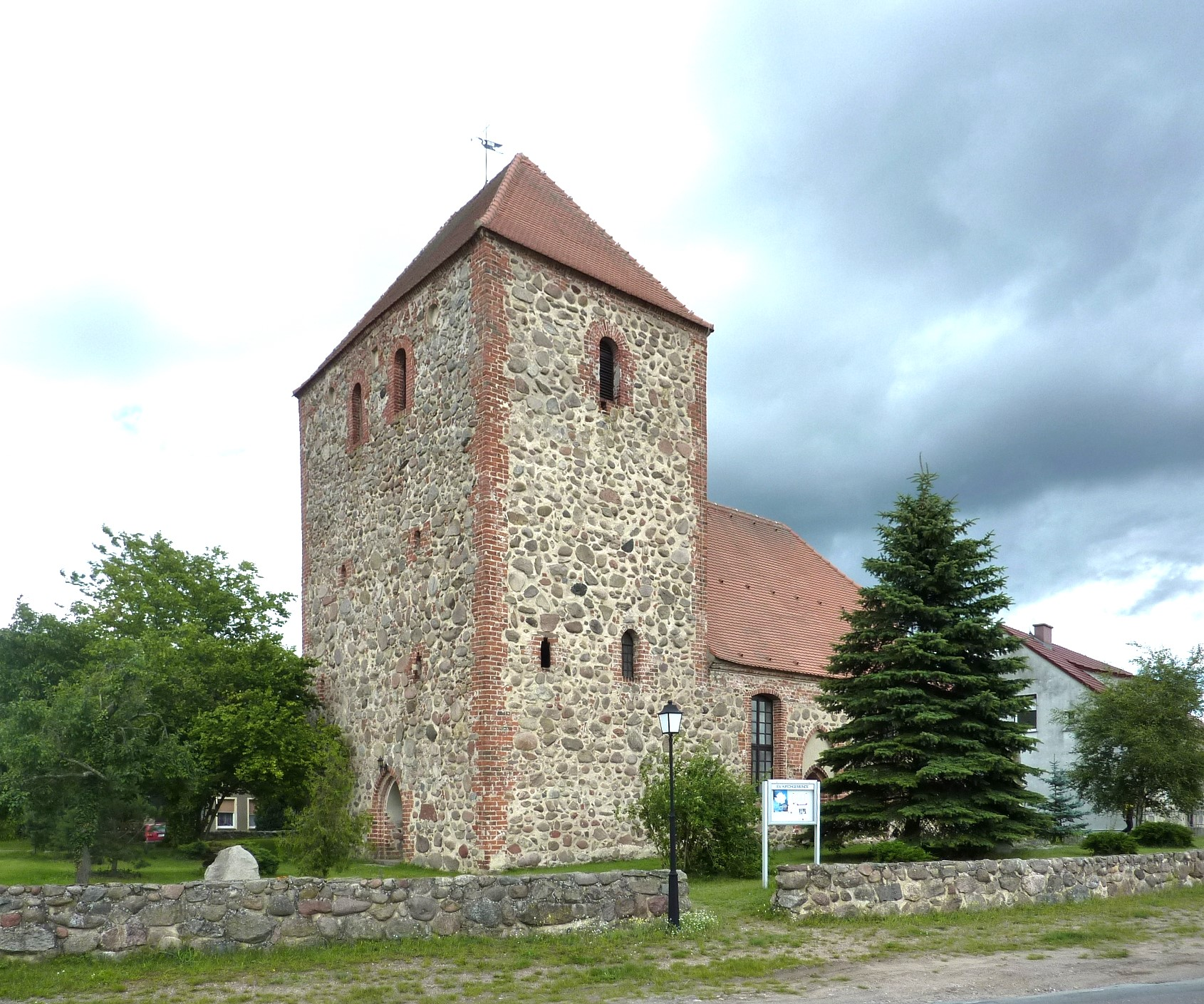
Dorfkirche Schweinrich, Ansicht von Südwesten

Die evangelische Dorfkirche Schweinrich ist eine Feldsteinkirche aus der zweiten Hälfte des 15. Jahrhunderts in Schweinrich, einem Ortsteil der Stadt Wittstock/Dosse im Landkreis Ostprignitz-Ruppin im Land Brandenburg. Die Kirchengemeinde gehört zum Kirchenkreis Wittstock-Ruppin im Sprengel Potsdam in der Evangelischen Kirche Berlin-Brandenburg-schlesische Oberlausitz.

## Lage
Die Wittstocker Straße verläuft in West-Ost-Richtung als zentrale Verbindungsachse durch den Ort. In seinem historischen Zentrum steht die Kirche auf einem leicht erhöhten Grundstück, das mit einer Mauer aus unbehauenen und nicht lagig geschichteten Feldsteinen eingefriedet ist.

## Geschichte
Über die Baugeschichte und vor allen Dingen die Funktion der Kirche gibt es unterschiedliche Angaben. Die Kirchengemeinde vermutet, dass die Kirche im 12. oder im 14. Jahrhundert erbaut wurde. Sie geht weiterhin davon aus, dass bereits die Dicke der Mauern ein „Beweis ihrer Wehrhaftigkeit“ seien und es sich demnach um eine Wehrkirche gehandelt haben soll. Sie verweisen weiterhin auf die Gründung auf einem Sandhügel, der zu einer früheren Zeit von einem Sumpfgebiet umgeben gewesen sein soll. Dieser natürliche Schutz, kombiniert mit der Lage am Dranser See, soll dazu geführt haben, dass bei guten Ernten ein „Aushungern“ kaum möglich gewesen sein soll. Ein großes Türband an einem Fenster an einer Südseite soll als Zugang gedient haben; demzufolge der Kirchturm keine Eingangstür besessen haben. Das Brandenburgische Landesamt für Denkmalpflege und Archäologische Landesmuseum (BLDAM) sowie das Dehio-Handbuch gehen hingegen davon aus, dass der Bau in der zweiten Hälfte des 15. Jahrhunderts erfolgte. Es ist daher denkbar, dass es sich bei der Klassifizierung einer Wehrkirche um eine Fehlinterpretation handelt. Diese sind vor allem im Bereich der sogenannten Ostkolonisation anzutreffen, bei der gelegentlich problematische heimatkundliche Vorstellungen aufscheinen. Es ist aber auch denkbar, dass ein Vorgängerbau zerstört und anschließend wiederaufgebaut wurde. Darauf deutet die Wetterfahne hin, auf der die Jahreszahl 1391 zu sehen ist. Die Stadt Wittstock/Dosse spricht lediglich von einem spätgotischen Bauwerk. Eine weitere Quelle legt den Bau an den Anfang des 16. Jahrhunderts. In einem Zeitungsartikel der Märkischen Allgemeinen aus dem Jahr 2010 wird sogar berichtet, dass der Kirchturm in der Zeit um 1150 ohne ebenerdigen Eingang erbaut worden sein soll.
Das BLDAM beschreibt weiterhin nicht näher ausgeführte Umbauarbeiten im 17. sowie im 19. Jahrhundert. Vermutlich wurden in der Zeit des Barock die Öffnungen vergrößert, während am Turm im 19. Jahrhundert rundbogige Öffnungen erstellt wurden. 1844 ließ die Kirchengemeinde das Südportal zusetzen, um im Innenraum zusätzliche Sitzplätze einrichten zu können. Nach der Wende erfolgte Anfang der 1990er Jahre eine Instandsetzung des Bauwerks.

## Baubeschreibung

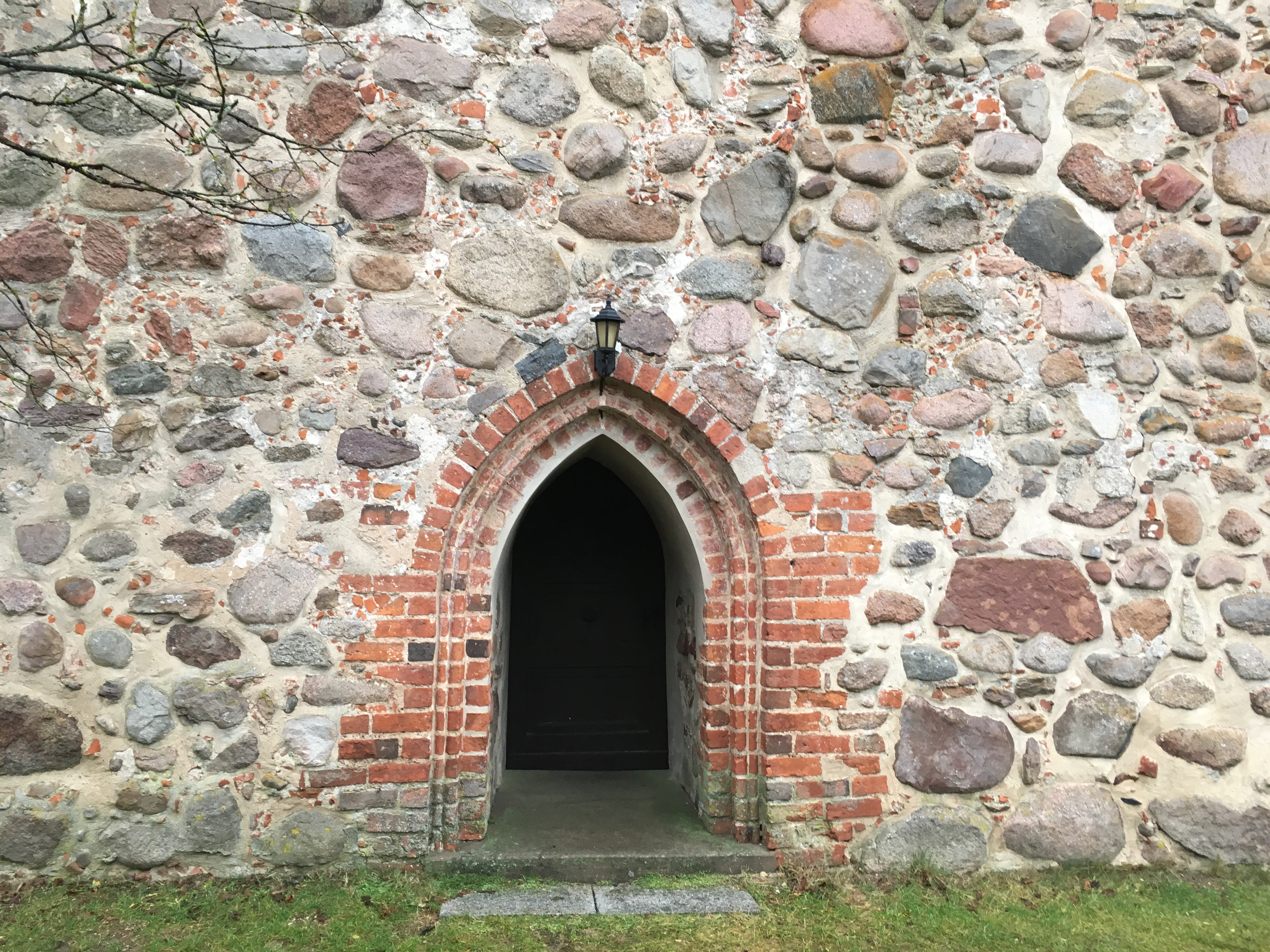
Westportal

Das Bauwerk wurde im Wesentlichen aus Feldsteinen errichtet, die unbehauen und nicht lagig geschichtet wurden. Bei Ausbesserungsarbeiten kamen in der Regel rötlicher Mauerstein zum Einsatz. Der Chor ist gerade und nicht eingezogen. An der Ostwand ist im südlichen Bereich ein großes, gedrückt-segmentbogenförmiges Fenster mit einer Laibung aus rötlichem Mauerstein. Mittig sind die Reste eines kleinen, nördlich davon die Reste eines größeren, mittlerweile mit Mauersteinen zugesetzten und ehemals spitzbogenförmigen Fensters erkennbar. Der Giebel wurde vollständig aus Mauersteinen errichtet und war zu einer früheren Zeit möglicherweise verputzt. Dort sind zwei kleine Öffnungen.
Das Kirchenschiff hat einen rechteckigen Grundriss. An der Nordwand sind zwei große, ebenfalls gedrückt-segmentbogenförmige Fenster. Auch bei deren Laibung nutzten die Handwerker einen rötlichen Mauerstein. An der Südseite ist im östlichen Bereich ein weiteres derartiges Fenster. Nach Westen hin ist eine große und spitzbogenförmige Pforte, die im oberen Drittel als Blende ausgeführt ist. Darin befindet sich eine weitere, ebenfalls spitzbogenförmige Pforte mit einem zweifach gestuften Gewände aus Birnstab, die ebenfalls zugesetzt ist. Daneben ist nach Westen ein weiteres Fenster. Über die ursprüngliche Lage der Fenster kann daher ohne weitere Untersuchungen keine Aussage getroffen werden. Das Schiff trägt ein schlichtes Satteldach, das nach Osten hin abgewalmt ist.
Nach Westen hin schließt sich der querrechteckige Westturm an, der die volle Breite des Kirchenschiffs aufnimmt. Er kann durch ein zweifach gestuftes, spitzbogenförmiges Portal mit Birnstab von Westen her betreten werden. Oberhalb sind weitere kleinere Öffnungen. Sie werden von der Kirchengemeinde dahingehend interpretiert, dass hierdurch eine Verteidigung erfolgte. Dies ist zum einen eine kleine und hochrechteckige Öffnung oberhalb der Pforte im südlichen Bereich sowie zwei weitere, deutlich kleinere Öffnungen im mittleren Geschoss. Im Glockengeschoss sind zwei rundbogenförmige Klangarkaden sowie seitlich hiervor nach Norden und Süden eine kreisförmige Öffnung sowie eine rechteckige Öffnung, die jedoch alle zugesetzt sind. An der Nordseite findet sich in etwa auf der Höhe der Dachtraufe des Schiffs eine weitere hochrechteckige Öffnung sowie eine Klangarkade im Glockengeschoss. Eine solche Klangarkade wurde auch an der Südseite verbaut. Darunter ist nach Westen hin eine weitere hochrechteckige Öffnung gefolgt von einem kleinen Rundbogenfenster an der östlichen Seite. An der Ostwand des Kirchturms sind zwei Klangarkaden. Zu einer früheren Zeit befand sich im Turm eine Uhr, die mittlerweile im Museum in Wittstock/Dosse steht. Im Turm hängt eine Glocke, die 1874 in Stettin gegossen wurde. Sie ersetzte zwei Glocken, die in den Weltkriegen im Zuge einer Metallspende des deutschen Volkes abgegeben werden mussten. Der Turm schließt mit einem quergestellten Walmdach mit Wetterfahne und der Jahreszahl 1391 und Kreuz ab.

## Ausstattung

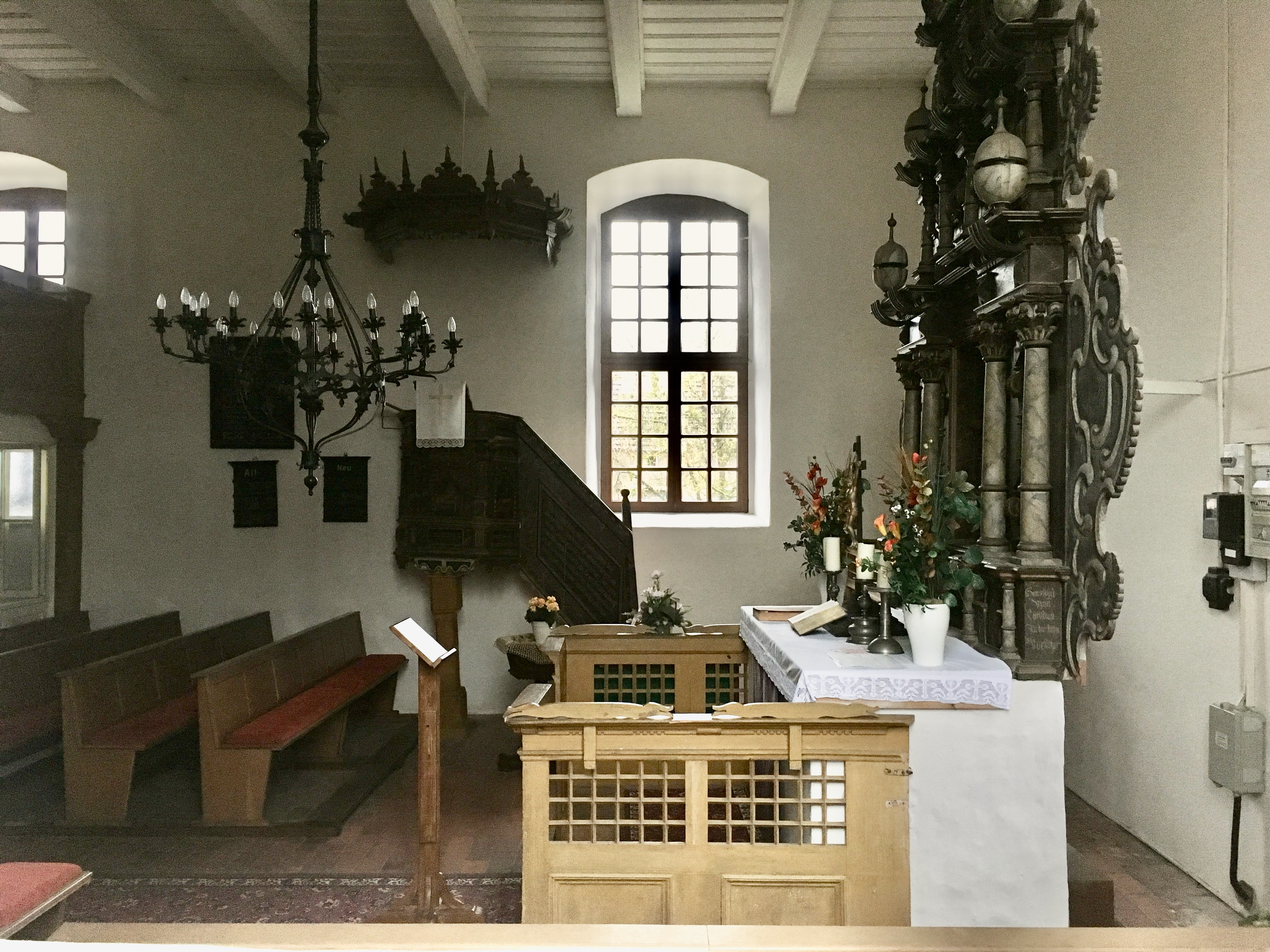
Blick ins Kirchenschiff

Das Altarretabel wird im Dehio-Handbuch als „prächtig“ bezeichnet. Es besteht aus einem viergeschossigen Aufbau, der aus je zwei paarweise gruppierten Säulen besteht. Er stammt vermutlich aus dem ersten Viertel des 17. Jahrhunderts und wurde ausweislich einer Inschrift im Jahr 1683 neu gefasst und ergänzt. Die Arbeiten führte vermutlich Hans Meriahn aus. Die Säulen wurden mit seitlich angebrachten Wangen aus der Zeit um 1720/1730 verziert. Im Altarblatt ist das Abendmahl Jesu zu sehen. Es wird von zwei seitlich angebrachten Ädikulä ergänzt, zu denen in den beiden oberen Geschossen weitere Ädikulä gruppiert wurden. Dort sind gemalte Figuren von Jesus Christus und den zwölf Aposteln zu sehen. Darüber ist eine Figur des Auferstandenen zwischen zwei Engeln zu sehen.
Die hölzerne Kanzel entstand vermutlich in derselben Zeit und wurde wiederum 1683 von Meriahn neu gefasst. Der polygonale Kanzelkorb ist mit Bildern der Evangelisten verziert; darüber rundbogige Ädikula. Darüber ist ein Schalldeckel, der reich verziert ist und ausweislich des Dehio-Handbuchs „formal dem Altar“ nahesteht.
Die ursprünglich vorhandene Fünte ist nicht mehr vorhanden. Eine Taufschale ist eine Stiftung einer Dorfbewohnerin aus der Zeit um 1900. Das weitere Abendmahlsgeschirr wurde 1863 ebenfalls von Dorfbewohnern gestiftet. Zur weiteren Kirchenausstattung gehören ein hölzerner Predigerstuhl aus dem ersten Viertel des 17. Jahrhunderts sowie – vermutlich aus derselben Zeit – die Chorschranke sowie Reste des Gestühls. In der Ostwand ist eine mittelalterliche Sakramentsnische. Auf der Westempore steht eine Orgel mit einem dreiteiligen Prospekt aus dem Jahr 1901. Der Erbauer Albert Hollenbach schuf ein Instrument mit einem Manual und sechs Registern. Es wurde in den Jahren 1965 und 1966 von der Firma Alexander Schuke Potsdam Orgelbau instand gesetzt. Unterhalb der Empore ist eine kleine Winterkirche. Dort steht ein Harmonium. Das Bauwerk trägt eine Balkendecke.
Südlich vor der Kirche erinnert an Denkmal an die Gefallenen aus dem Ersten Weltkrieg. Südwestlich erinnert ein Findling mit einer Plakette an den 2004 verstorbenen Helmut Schönberg. Er war Bürgermeister von Schweinrich und langjähriger Vorsitzender der Bürgerinitiative FREIe HEIDe, die sich erfolgreich gegen eine weitere Nutzung des Truppenübungsplatzes Wittstock einsetzte. Die Kirche war über viele Jahre Ausgangspunkt zahlreicher Protestmärsche.